# Ophidiaster macknighti
Ophidiaster macknighti is een zeester uit de familie Ophidiasteridae.
De wetenschappelijke naam van de soort werd in 1962 gepubliceerd door Helen Shearburn Clark.